# Myonera limatula
Myonera limatula är en musselart som först beskrevs av Dall 1881.  Myonera limatula ingår i släktet Myonera och familjen Cuspidariidae. Inga underarter finns listade i Catalogue of Life.